# Piletocera chloronota
Piletocera chloronota is een vlinder van de familie van de grasmotten (Crambidae). De wetenschappelijke naam van deze soort is voor het eerst voorgesteld als Diplotyla chloronota door Edward Meyrick in een publicatie uit 1889.
De soort komt voor in Nieuw-Guinea.